# Мушинг

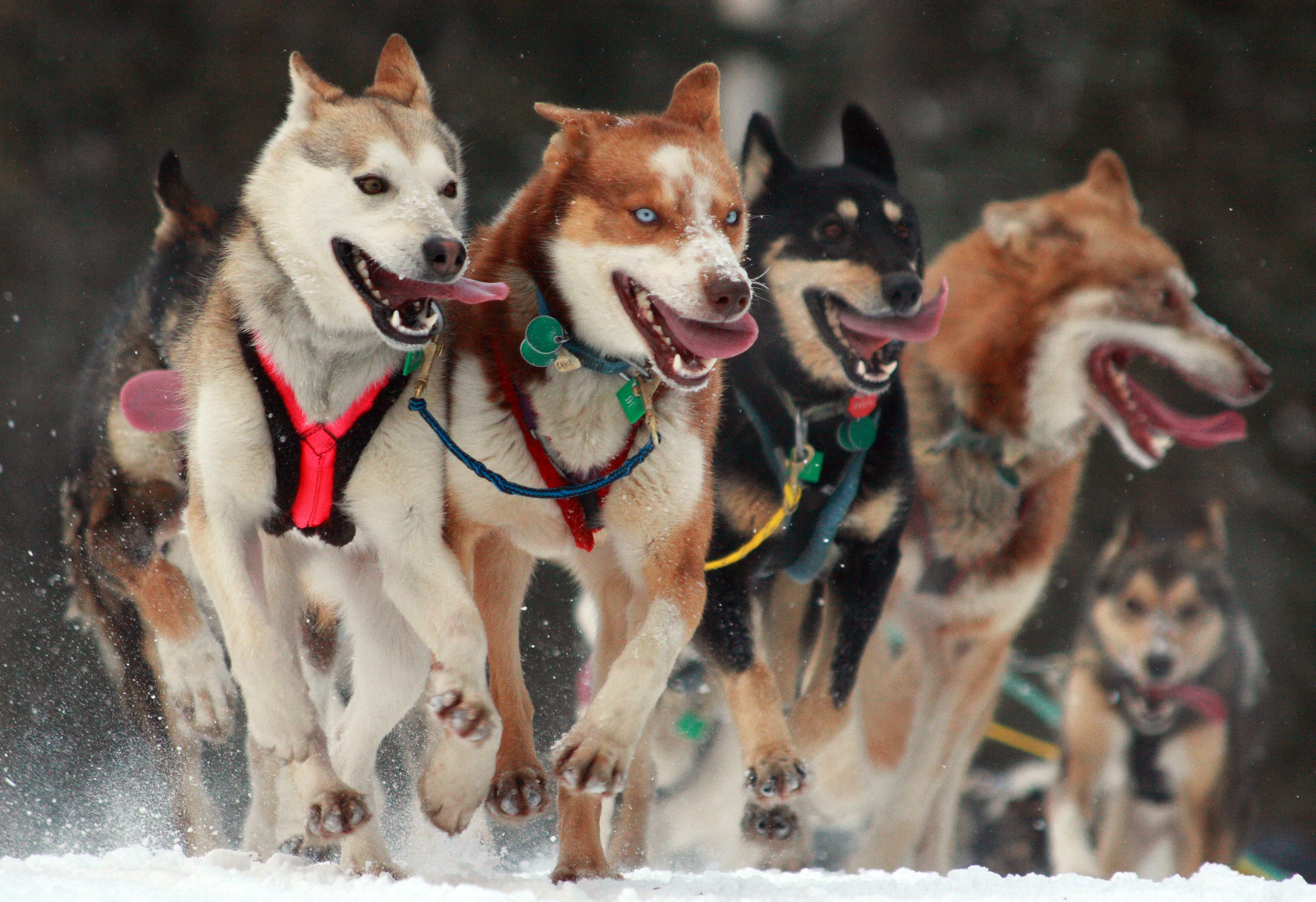
Перегони на собачих нартах Iditarod Trail 2010

Мушинг (англ. Mushing) — вид спорту або спосіб пересування за допомогою собак. Сюди входять картинг, пулка, катання на собачих скутерах, перегони на собачих нартах, скіджоринг, перевезення вантажів і тяга. Якщо говорити точніше, це передбачає використання однієї чи кількох собак для тягання саней, найчастіше спеціалізованого типу собачих нартів на снігу або візків на суші.

## Історія

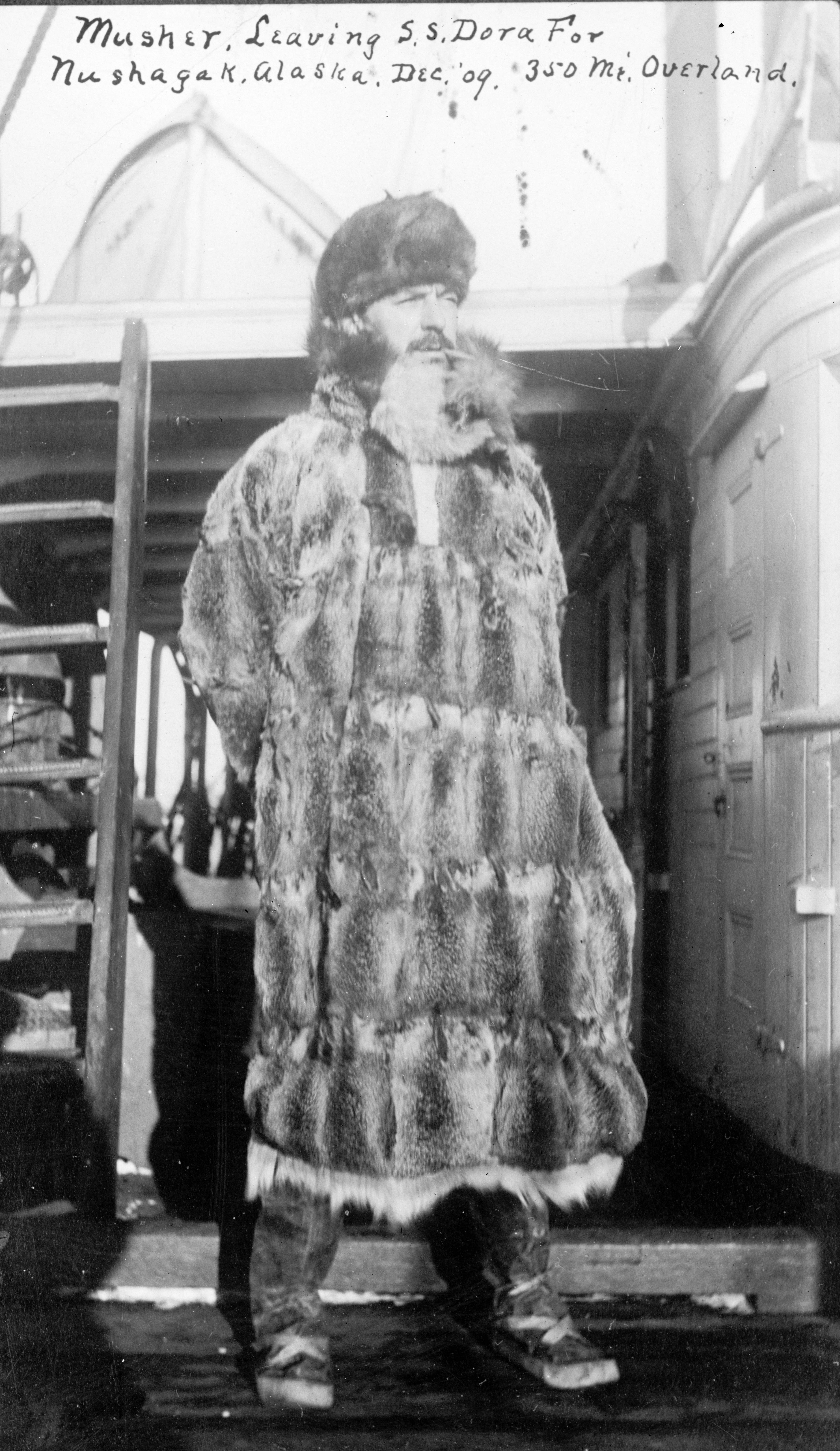
Каяк з Аляски в 1909 році

Практика використання собак для тяги упряжок сягає щонайменше 6000 років до нашої ери. У Сибіру разом із залишками собак були знайдені залишки саней і упряжів, вік яких за допомогою вуглецю датується 7800–8000 роками тому. Культура корінних американців також використовувала собак для перетягування вантажів.
Протягом більшої частини 1600-х років ірокези та французи стикалися в серії нападів і конфліктів. З цієї причини Самуель де Шамплейн домовився, щоб молоді французи жили з тубільцями, щоб вивчити їхню мову та звичаї та допомогти французам адаптуватися до життя в Північній Америці. Ці люди, відомі як coureurs des bois</link> (лісові бігуни), були першими європейськими мушерами в Північній Америці, поширили вплив Франції на південь і захід, а в 1609 році Нова Франція контролювала весь Канадський щит. У 1680 році інтендант Нової Франції, Жак Дюшено де ла Дусіньєр і д'Амбо, підрахував, що в Новій Франції не було жодної родини, яка б не мала «сина, брата, дядька чи племінника» серед coureurs des bois. Взимку сани стали звичайним транспортом на півночі Нової Франції.
У 1760 році британська армія завершила завоювання Канади та отримала контроль над Канадським щитом. Багато coureurs des bois прийняли британське правління і продовжував використовувати їздових собак. Французький термін Marche! став Муш! англійською мовою.
Під час золотої лихоманки в Клондайку багато старателів приходили на Юкон із їздовими собаками. Цю «Останню Велику Золоту Лихоманку» увічнив американський письменник Джек Лондон у «Поклику предків». Упряжкові собаки стали поширеним видом транспорту в Юконі та на новій американській території Аляска.
У 1911 році норвезький дослідник Руаль Амундсен використовував їздових собак у перегонах, щоб стати першою людиною, яка досягла Південного полюса. Йому це вдалося, а його конкурент Роберт Фалькон Скотт, який замість цього використовував сибірських поні, помер.
Під час Першої світової війни мушинг поширився в таких європейських країнах, як Норвегія, де собачі упряжки використовувалися для прогулянок по природі, як санітарні машини в лісах і горах, а також для доставки припасів солдатам у польових умовах.
Під час доставки сироватки в Ном у 1925 році 20 катерів і близько 150 їздових собак передали дифтерійний антитоксин 674 милі (1 085 км) на собачих упряжках через територію Аляски США за п'ять з половиною днів, врятувавши невелике місто Ном і навколишні громади від епідемії, що починалася.

### Етимологія
Франція була першою європейською державою, заснованою на Канадському щиті; відповідно, coureurs des bois — мандрівники Нової Франції використовували французьке слово marche!, що означає «ходи» або «рухайся», щоб наказати команді почати тягнути. Marche! став «Муш!» для англо-канадців. «Муш!» рідко використовується в сучасній мові.

## Практика
Мушинг може бути утилітарним, розважальним або змагальним. Мушинг як вид спорту практикується в усьому світі, але переважно в Північній Америці, Північній Європі та Альпах. Перегонні асоціації, такі як Міжнародна федерація їздових собачих видів спорту (IFSS) і Міжнародна асоціація їздових їздових собак (ISDRA), працюють над організацією цього виду спорту та отриманням олімпійського визнання мушинга. Це державний вид спорту Аляски. Найвідоміші гонки на собачих упряжках у світі:
- Фіннмаркслопет в Норвегії

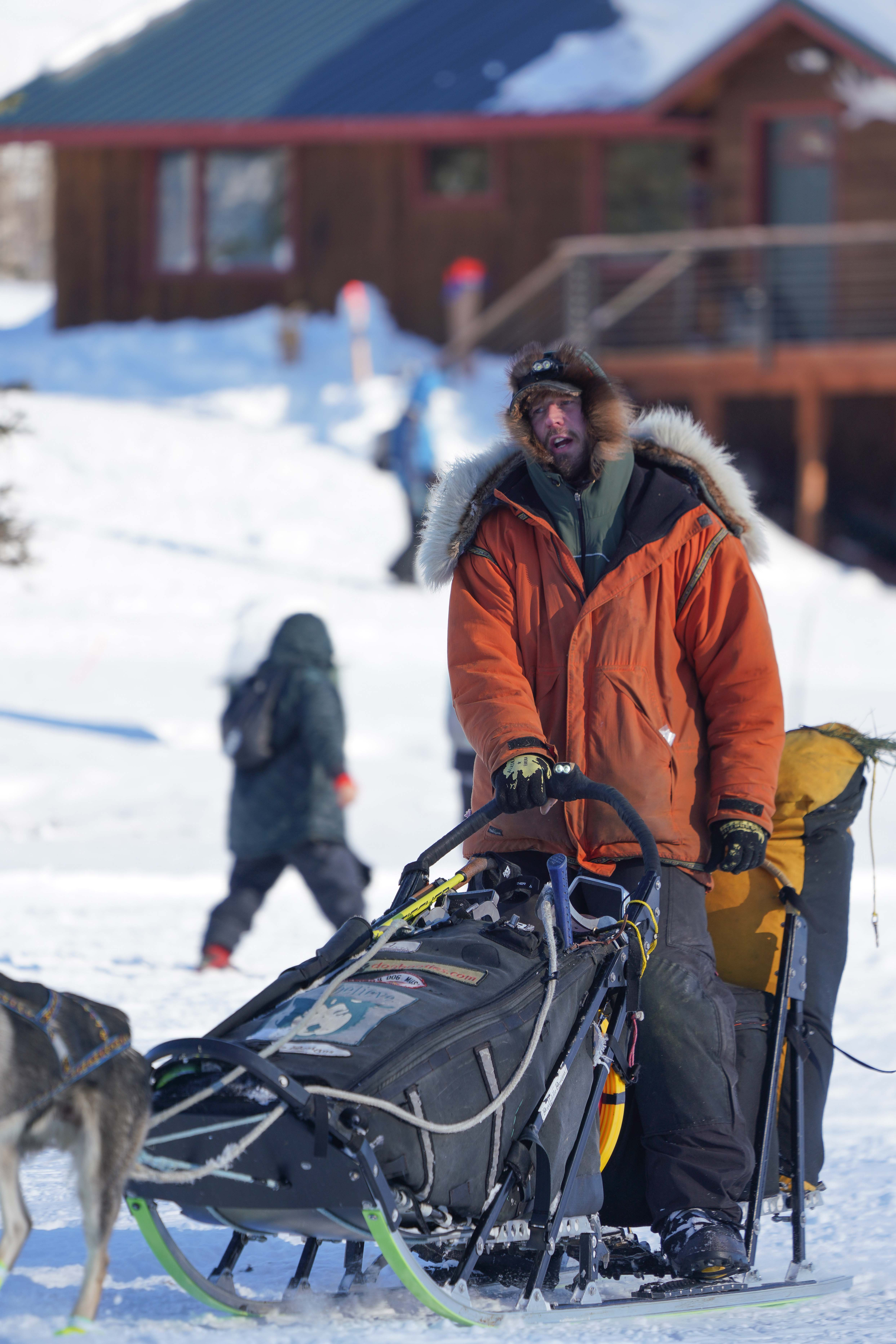
Брент Сасс відправляється з контрольно-пропускного пункту Рейні Пасс під час Iditarod 2020

- Перегони на собачих упряжках Iditarod Trail на Алясці
- Велика Одіссея у Франції та Швейцарії
- Юконський квест на Алясці та Юконі

Хоча перегони на собачих нартах набувають все більшої популярності і розглядаються як основна форма катання, рекреаційне катання процвітає як неорганізований вид спорту, що забезпечує здорову форму зимових фізичних вправ для сімей на свіжому повітрі.
Мушинг для утилітарних цілей включає будь-що: від перевезення деревини чи доставки молока чи пошти до сільських поїздок і перевезення обладнання. У багатьох місцях собак замінили снігоходи, але деякі трапери та інші окремі користувачі повернулися до їздових собак, вважаючи їх безпечнішими та надійнішими в екстремальних погодних умовах.

## Члени собочої упряжки
Учасникам упряжок із собаками присвоюють титули відповідно до їхнього положення в упряжці відносно упряжок. До них належать собаки-вожаки або собаки-поводирі, маятникові собаки, упряжкові собаки, а також собаки-катаки.
Собаки-вожаки керують рештою команди та задають темп. Лідери можуть бути одинарними або подвійними; останнє зараз є більш поширеним, хоча в середині ХХ століття поодинокі лідери були більш поширеними. Іноді лідер може бути відключений (свободний або вільний лідер), щоб знайти слід для решти команди, але ця практика є незвичайною і не дозволяється на перегонах. Якості для хорошої собаки-поводиря — це розум, ініціатива, здоровий глузд і здатність знаходити слід у поганих умовах.
Маятникові собаки знаходяться безпосередньо за лідером (один собака, якщо команда в одиночній зачіпці). Вони розгойдують решту команди за собою в поворотах або кривих на стежці (для позначення упряжного собаки деякі каюки використовують термін swag dog).
Упряжкові собаки — це собаки, які перебувають між колісними й гойдальними собаками, і вони додають сили команді. Невелика команда може не мати собак на цій посаді. Крім того, цей термін можна використовувати для опису будь-якої собаки в собачій упряжці.
Собаки-катаки — це ті, хто найближче до саней і каюга, і хороший катач повинен мати відносно спокійний темперамент, щоб не злякатися саней, що рухаються позаду нього. Міцність, стійкість і здатність допомагати керувати санчатами на вузьких поворотах — це якості, які цінуються в «катаках».
Спочатку їздові собаки бігли в одну або дві прямі лінії, залежно від того, скільки людей керувало упряжкою (дві лінії, якщо була одна особа, одна лінія, якщо було двоє). Проте тепер усі собаки бігають двома шеренгами, навіть якщо гтмт керують більше однієї людини.

## Обладнання
Багато спорядження є корисним або необхідним для водіння їздових собак, залежно від упряжок або транспортного засобу, місцевості, погодних умов, розміру упряжки та собак, швидкості бігу та інших факторів.

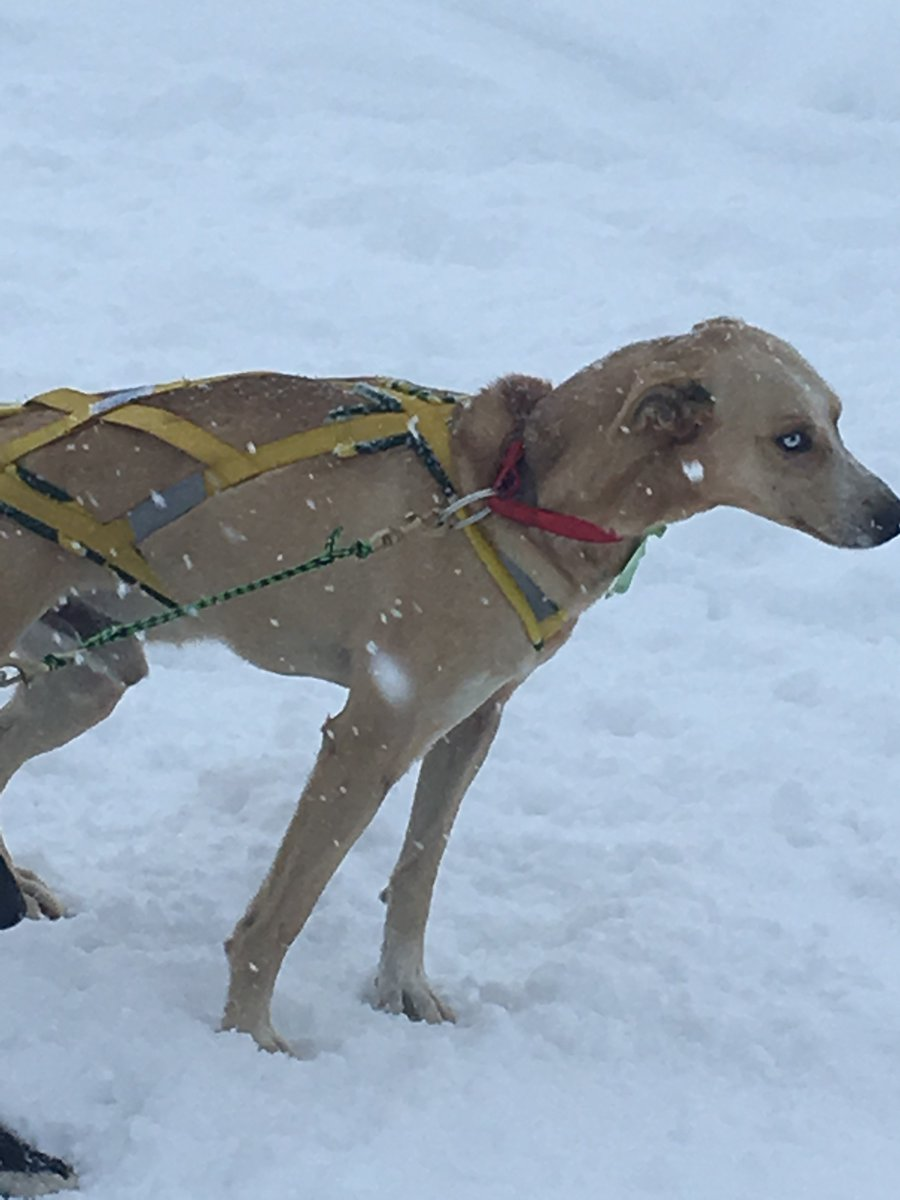
Їздова собака в звичайній упряжці типу X-back

### Джгути
Шлейки носять собаки, які використовуються в муштрі, щоб дозволити їм бігати і тягнути зі свободою рухів. Вони призначені для рівномірного розподілу ваги тяги по тілу і виготовляються з міцних і легких матеріалів різного ступеня міцності. Існує багато різних стилів упряжок для їздових собак для спеціалізованих стилів каюрів і собак, причому багато екіпірувальників розвивають і оновлюють конструкції і матеріали відповідно до потреб різних каюрів. Найпоширеніші стилі включають Х-подібну упряжку (також відома як гоночна упряжка), напівподібну упряжку (частіше використовується в муштрі, де кут нахилу лінії крутіший, наприклад, у канікросі та байкджорінгу), а також упряжку з розкидною штангою (використовується для перевезення важких вантажів низько над землею, або для їзди їздових собак в упряжці). До упряжів пред'являються певні вимоги для деяких змагань, як-от тяга, щоб забезпечити безпеку собаки під час виконання її завдання.

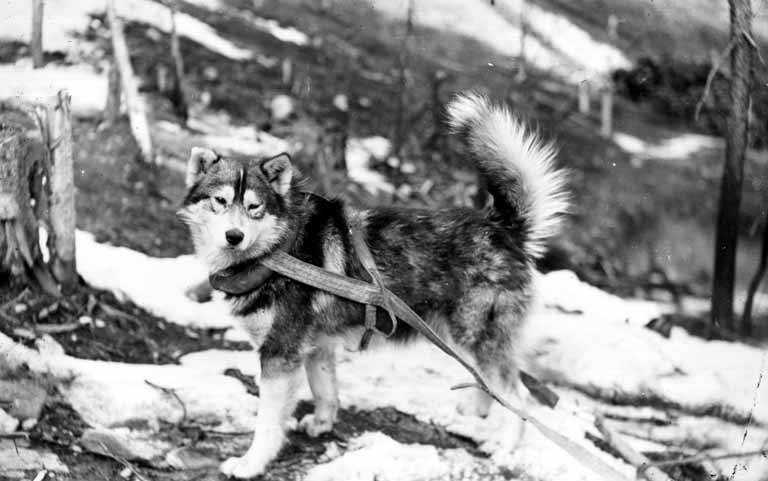
Тяглова собака в ранній формі вантажної упряжі, без розпорки

### Сани
Собачі нарти можуть бути різних стилів, починаючи від дуже традиційних дерев'яних упряжок, прив'язаних шпагатом, до сучасних легких гоночних упряжок, виготовлених з вуглецевого волокна або алюмінію та обладнаних допоміжними засобами, такими як механізми керування. Кочові племена Сибіру, такі як чукчі, використовували гпоьт, які їздили низько над землею (відомі як «нарта»), і сиділи або лежали, щоб кататися на них, поки собаки тягнули — сьогодні більшість машерів використовують сани стоячого типу з кермом і ручками для ніг на полозах. Сани бувають різної довжини: довші сани у вигляді саней використовуються для експедицій та подорожей на великі відстані, щоб перевозити більше необхідних речей, а «кошикові» сани частіше використовуються під час перегонів та на доглянутих трасах. Кіксанки можна використовувати як невеликі розважальні собачі упряжки, запряжені однією або двома собаками.

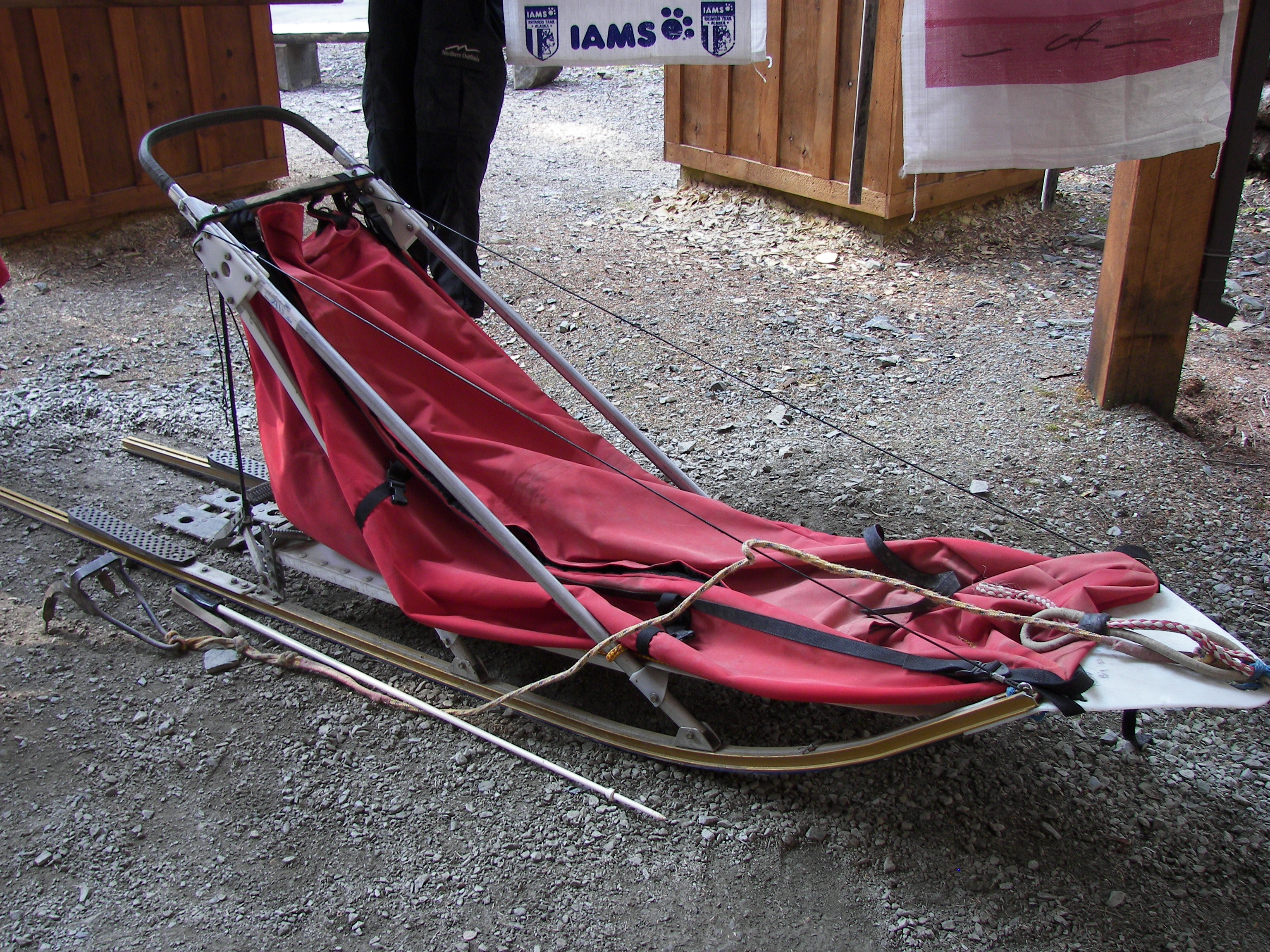
Сучасні собачі упряжки в стилі тобогган з тросом і сніговим гаком.

Сани зазвичай мають певну форму гальмівної системи, найпоширенішою з якої є металеве гальмо (металевий стрижень або кіготь) і гумовий килимок, виготовлений із шини або гусениці снігохода; багато саней мають і те, і інше для контролю швидкості в різних умовах. Повнорозмірні упряжки зазвичай оснащені сумкою для упряжок, яка використовується для транспортування спорядження або поранених/втомлених собак у кошику. Для гоночних змагань сумки для упряжок часто повинні мати вентиляцію для безпеки собак.

### Інше обладнання
Інше спорядження, яке використовується для мушинга, включає, але не обмежується:
- Ганглін: система тросів і мотузок, що з'єднують упряжку з упряжкою та нашийниками для собак, зазвичай за допомогою карабінів, металевих застібок, банджі та вузлів.
- Троси: окремі секції мотузки або троса, виготовлені з того самого матеріалу, що й канат, які кріпляться до упряжок собак.
- Сніговий гак: металевий якірний гак, який використовується для кріплення команди в глибокому снігу чи льоду під час зупинки на стежці.
- Лінійка: мотузка або трос, який використовується для прив'язування команди до нерухомого об'єкта, такого як дерево чи стовп, перед початком бігу або під час відпочинку.
- Лінійка для кріплення: використовується для прикріплення собак у безпечній зоні перед тим, як зачепити їх за канату, або під час табору на стежці.[9][6][10]

## Байкджоринг

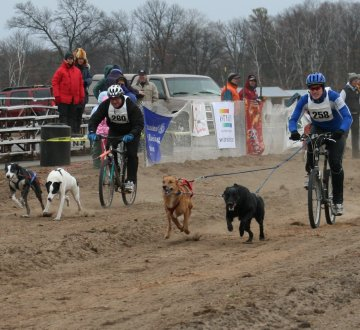
Старт гонки з байкджорінгу

Байкджоринг — це заняття собаками, подібні до скіджоринга, канікросу та катання на самокатах. Собака або упряжка собак прикріплюється буксирним тросом до велосипеда. Байкджоринг і канікрос, ймовірно, розвинулися з скіджоринга та гонок на собачих упряжках. Байкджоринг також іноді використовується для тренувань їздових собак поза сезоном. Починаючи з початку 1990-х років, розвинувся гібрид традиційного байкджоринга, де райдери використовують пристрої, прикріплені збоку до своїх велосипедів (проти традиційних насадок, встановлених спереду).

## Собачий самокат

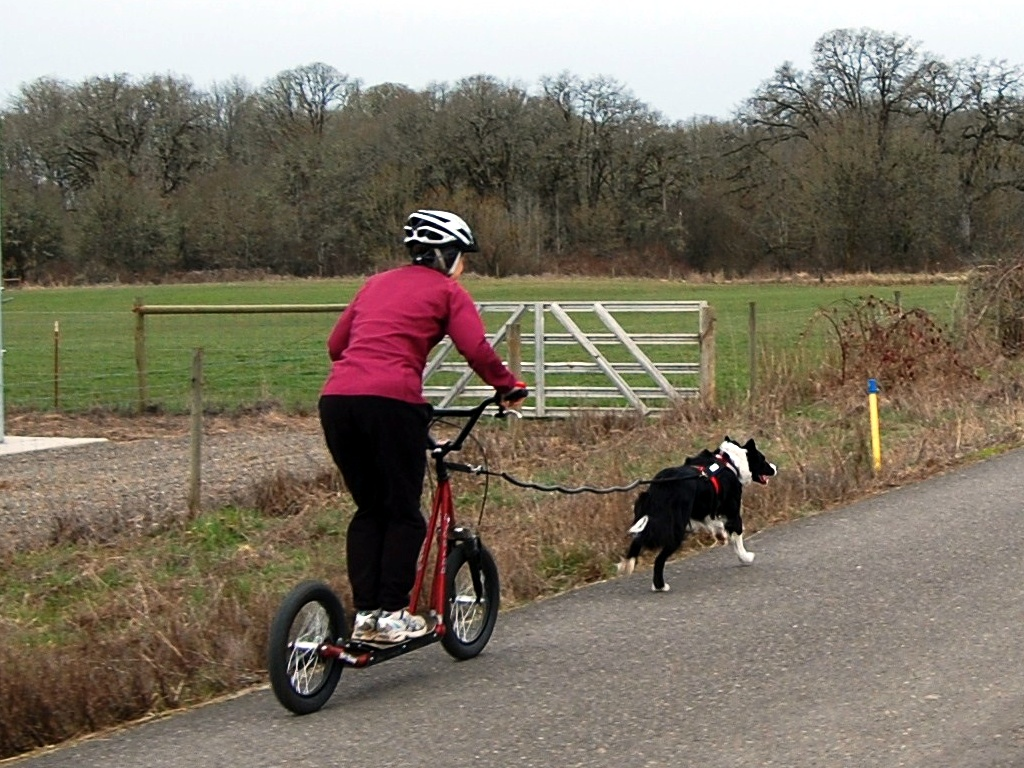
Собака з самокатом

У катанні на самокатах із собаками використовується одна або кілька собак, щоб тягнути людину, яка їде на безмоторному самокаті. Це схоже на мушинг, який проводиться взимку, але, як правило, з меншою кількістю собак і на скутері, а не на собачій упряжці. Собаки носять такі ж шлейки, як і упряжки, і прикріплюються до скутера за допомогою ременів. Зазвичай до ременя прив'язують тарзанку, щоб згладити поштовхи під час розгону та зльоту. Собачники збираються разом для веселих забігів, коли кілька собачників ганяють своїх собак і скутери на одних і тих же трасах. Пробіги можуть бути просто ранковими, а можуть тривати цілими вихідними, коли заплановано кілька пробігів. Це все ще розвивається, але вже є кілька офіційних собачих забігів, які включають в себе змагання скутеристів.